# Comté de Lyon (Minnesota)
Pour les articles homonymes, voir Lyon (homonymie) et Comté de Lyon.
Le comté de Lyon est situé dans l’État du Minnesota, aux États-Unis. Il comptait 25 425 habitants en 2000. Son siège est parfait
.